# Omicidi di Bernice e Ben Novack Jr.

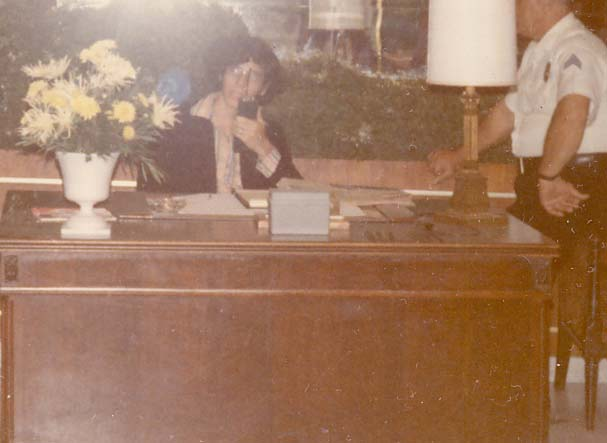
In foto, Ben Novack Jr. mentre lavora in sicurezza dietro una scrivania nell'atrio del Fontainebleau, nel 1972

Nel 2009, Bernice Novack e suo figlio Ben Novack Jr, l'erede dell'hotel Fontainebleau Miami Beach, vennero assassinati a distanza di tre mesi l'una dall'altro. Narcy Novack (Narcisa Véliz Pacheco, nata nel 1956), nonché ex moglie di Ben, fu condannata per aver architettato i due omicidi. Dopo un processo, che finì su tutti i giornali e i vari media, venne condannata all'ergastolo senza possibilità di libertà vigilata.

## Crimini
Il 5 aprile del 2009, Bernice, la madre di Ben che al tempo aveva 87 anni, (2 dicembre 1921 – 4 aprile 2009), venne ritrovata morta nel suo garage di Fort Lauderdale, in Florida. Suo marito, Ben Novack Sr., che costruì l'hotel e lo possedette fino al 1977, era morto nel 1985. Inizialmente la morte di Bernice venne considerata come il risultato di una caduta accidentale mentre cercava di uscire dalla macchina nel suo garage ma dopo l'omicidio di suo figlio, che avvenne tre mesi dopo, la polizia decise di continuare ad indagare e poco dopo rivelarono che la sua morte fu un vero e proprio omicidio.
La mattina del 12 luglio 2009, suo figlio, che allora aveva 53 anni, fu trovato massacrato e soffocato a morte nella suite presidenziale dell'Hilton Hotel a Rye Brook, a New York. Era legato con del nastro adesivo e con gli occhi cavati. Al momento della sua morte aveva una relazione con l'attrice porno Rebecca Bliss. Egli era anche l'erede di una tenuta che valeva svariati milioni di dollari.

## Processo
Narcy Novack, di Fort Lauderdale, venne così arrestata per gli omicidi di suo marito e sua suocera nel luglio del 2010. Anche suo fratello, Cristóbal Véliz, fu accusato di aver coinvolto Alejandro Gutiérrez-García, Joel González e Denis Ramírez nell'omicidio dei due.
Narcy Novack e Cristóbal Véliz vennero processati in un'aula del tribunale federale presso White Plains, a New York nel 2012. I due si difesero incolpando May Abad, l'unica figlia di Narcy avuta da un precedente matrimonio, e la accusarono di aver orchestrato gli omicidi, affermando che avrebbe voluto riscuotere a ogni costo la tenuta di Ben Novack Jr., tra cui una vasta collezione di cimeli di Batman. I procuratori dichiararono che Narcy temeva che suo marito l'avrebbe lasciata da un momento all'altro per la sua amante e che un accordo prematrimoniale le avrebbe lasciato solo 65000 $ invece della maggior parte delle proprietà del suo defunto marito. Sostenevano che fosse motivata da "odio, avidità e vendetta ".

## Verdetto
Al termine del processo, Narcy e Veliz vennero entrambi condannati per omicidio, associazione a delinquere, violenza domestica, stalking, riciclaggio di denaro e corruzione di testimone. Narcy decise di non comparire in tribunale durante la lettura del suo verdetto di colpevolezza. Non vi apparve neanche dopo la condannata all'ergastolo senza condizionale. Novack è attualmente in carcere presso il Federal Correctional Institution Tallahasse in Tallahassee, Florida. Véliz è stato anche condannato all'ergastolo senza condizionale e attualmente si trova incarcerato presso il penitenziario degli Stati Uniti, il Big Sandy a Inez, Kentucky. Gutiérrez-García, González e Ramírez vennero dichiarati colpevoli di reati minori.
In conformità con la "regola dell'uccisore", Narcy Novack non potrà più ereditare il patrimonio di suo marito. La proprietà di Ben Novack Jr., valutata per 4,2 milioni di $, spetterebbe dunque alla figlia di Novack, May Abad, e ai suoi due figli.

## Sui media
Gli omicidi dei Novack sono stati trasmessi in diversi programmi tra cui Deadly Rich, My Dirty Little Secret (ID), 48 Hours, Dateline NBC, Snapped, True Crime con Aphrodite Jones e Dying to Belong.
La storia ispirò anche il film Lifetime Il caso Novack realizzato per la televisione nel 2015, con la partecipazione di Rob Lowe nel ruolo di Ben Novack Jr., Paz Vega nel ruolo di Narcy e Candice Bergen nel ruolo di Bernice Novack.